# Penyal Xapat
El Penyal Xapat és un promontori rocós de 1045 m d'altitud del terme de Fornalutx, a la Serra de Tramuntana de Mallorca.
Sembla estar partit en dues parts, d'aquí el seu nom. Es troba just a la vora de la Serra de Son Torrella.

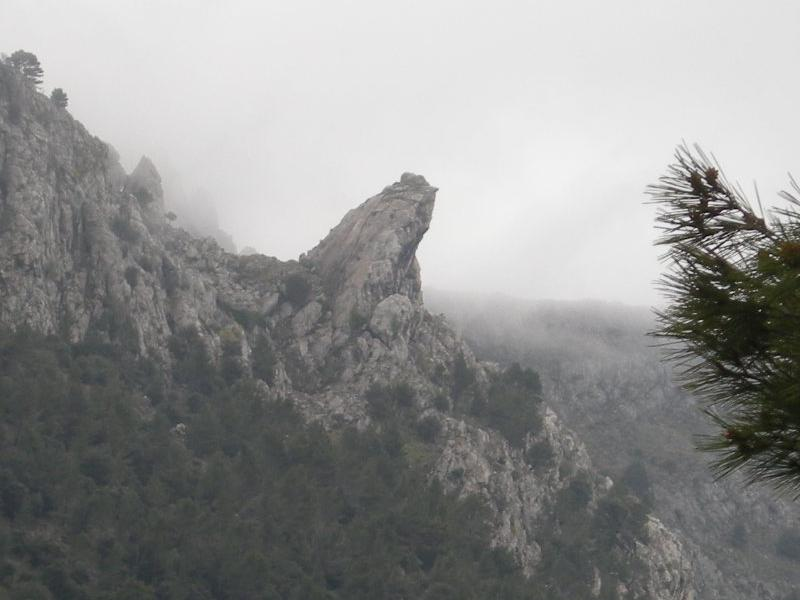
El Penyal, vist des de la Ma-10, un dia tapat